# Joseph Abbati
Pour les articles homonymes, voir Abbati.
Joseph Abbati (né à Bonifacio et mort à Égine le 15 avril 1850) est un philhellène français.

## Biographie
Pendant la Révolution de 1821 (et plus précisément le 1er juin 1821), il se rendit en Grèce pour contribuer à la libération du pays. Il participa à la bataille de Péta, dans laquelle il s'est distingué, ainsi qu'au siège de l'Acropole. Il a participé au corps de Charles Nicolas Fabvier.
En 1834, il fut nommé Gardien de Methóni. Il fut honoré de la Croix d'Argent du Sauveur en 1838, alors qu'il était Gardien de Methóni avec le grade de lieutenant-colonel, tandis qu'il fut également honoré de la Croix d'Or du Sauveur et de la Médaille d'Argent de la Lutte Grecque.
Il prend sa retraite en 1839 avec le grade de colonel.
Il mourut à Égine en 1850.